# Taxillus robinsonii
Taxillus robinsonii är en tvåhjärtbladig växtart som först beskrevs av Paul Lecomte, och fick sitt nu gällande namn av Danser. Taxillus robinsonii ingår i släktet Taxillus och familjen Loranthaceae. Inga underarter finns listade i Catalogue of Life.